# Crollo borsistico del 2025

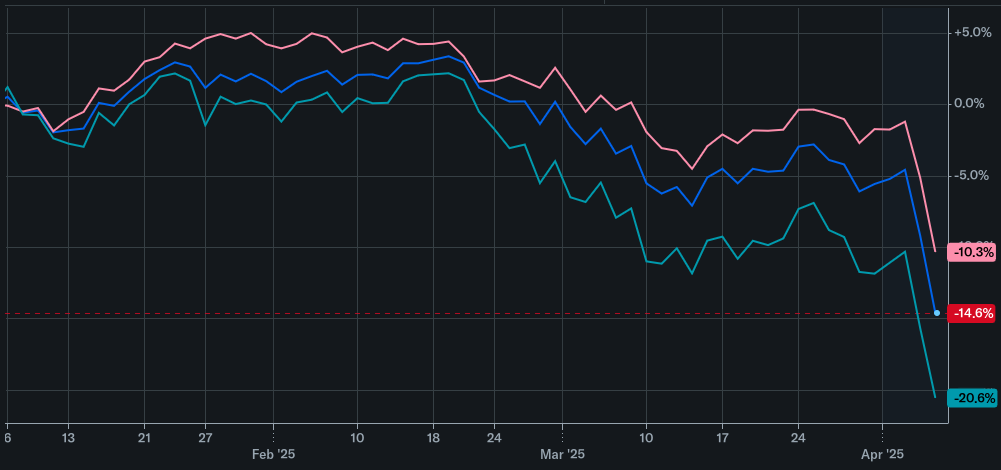
Mercato Azionario 5 Aprile 2025 3 Mesi

Il Crollo borsistico del 2025 è una crisi finanziaria in corso che colpisce il mercato azionario degli Stati Uniti d'America e che ha avuto inizio il 2 aprile 2025. Il principale fattore scatenante è stato l'imposizione di dazi e l'intensificazione delle guerre commerciali promosse dal presidente Donald Trump. Questo crollo rappresenta la maggiore caduta registrata nei mercati azionari statunitensi dal Crollo del mercato azionario del 2020, causato allora dalla pandemia di COVID-19.

## Storia
All'inizio del suo secondo mandato presidenziale, Donald Trump ha assunto l'incarico in un contesto economico caratterizzato dalla solidità dei mercati azionari. Sebbene tale stabilità si sia mantenuta per alcune settimane dopo la sua investitura, la sua amministrazione ha iniziato a implementare e annunciare politiche commerciali di chiaro stampo protezionista. Queste hanno incluso l'intensificazione dei conflitti tariffari già esistenti, l'apertura di nuove controversie commerciali, l'applicazione di dazi generalizzati e una strategia economica di tipo imperialista. Man mano che queste misure si consolidavano, i mercati finanziari hanno cominciato a sperimentare una crescente volatilità, instabilità e un ambiente di incertezza diffusa.
Il 2 aprile 2025, il presidente Trump ha proclamato il cosiddetto "Giorno della Liberazione" (Liberation Day), annunciando un pacchetto tariffario di vasta portata che colpiva quasi tutti i settori dell’economia degli Stati Uniti. Di fronte alle accuse di cercare deliberatamente di provocare un crollo borsistico, al peggioramento delle tensioni con i vecchi alleati commerciali e alla paura di una guerra commerciale globale seguita da una recessione, il mercato azionario degli Stati Uniti d'America ha subito un crollo dopo tale giornata. L’indice Dow Jones ha perso 4.000 punti in un lasso di tempo di 48 ore, segnando per la prima volta nella sua storia due cadute consecutive superiori ai 1.500 punti ciascuna. Da parte sua, l’indice di volatilità VIX si è raddoppiato, raggiungendo più della metà dei livelli osservati durante la pandemia. La crescente percezione del rischio di recessione e la possibilità di ritorsioni economiche da parte di partner internazionali hanno ulteriormente aggravato le conseguenze di questa crisi finanziaria.
Oltre agli effetti immediati sul mercato azionario, il crollo borsistico del 2025 ha avuto ripercussioni significative su altri settori dell'economia reale. Numerose aziende, in particolare nei settori manifatturiero e tecnologico, hanno registrato una drastica riduzione del valore delle loro azioni, il che ha portato a tagli occupazionali, congelamento degli investimenti e una contrazione generale della fiducia dei consumatori.
Le principali banche statunitensi hanno dovuto affrontare pressioni crescenti da parte degli investitori e delle autorità di regolamentazione, temendo una crisi di liquidità simile a quella del crollo finanziario del 2008. Alcune istituzioni hanno richiesto interventi straordinari da parte della Federal Reserve, che ha risposto abbassando rapidamente i tassi d'interesse e rilanciando programmi di acquisto di titoli per stabilizzare il sistema finanziario.
Nel contesto internazionale, il crollo ha innescato reazioni a catena: le borse europee e borse asiatiche hanno subito perdite significative, e diversi governi hanno convocato riunioni di emergenza per coordinare una risposta economica globale. Anche il valore del dollaro statunitense ha subito forti oscillazioni, alimentando ulteriormente l'incertezza sui mercati valutari.
A livello geopolitico, le tensioni causate dalle politiche economiche statunitensi hanno portato ad un raffreddamento delle relazioni diplomatiche con partner commerciali storici. La Cina, in particolare, ha reagito con nuove misure protezionistiche e ha intensificato gli sforzi per rafforzare le alleanze economiche alternative, promuovendo l'uso dello yuan nei commerci internazionali come alternativa al dollaro.
Infine, numerosi analisti economici hanno sottolineato il ruolo dei social media e delle piattaforme digitali nella diffusione del panico finanziario tra gli investitori, con vendite automatizzate che hanno amplificato la velocità del crollo. Questo ha riacceso il dibattito sulla regolamentazione degli algoritmi di trading ad alta frequenza e sulla necessità di meccanismi di sicurezza più efficaci nei mercati finanziari globali.

Dazi introdotti dagli Stati Uniti il 2 aprile 2025
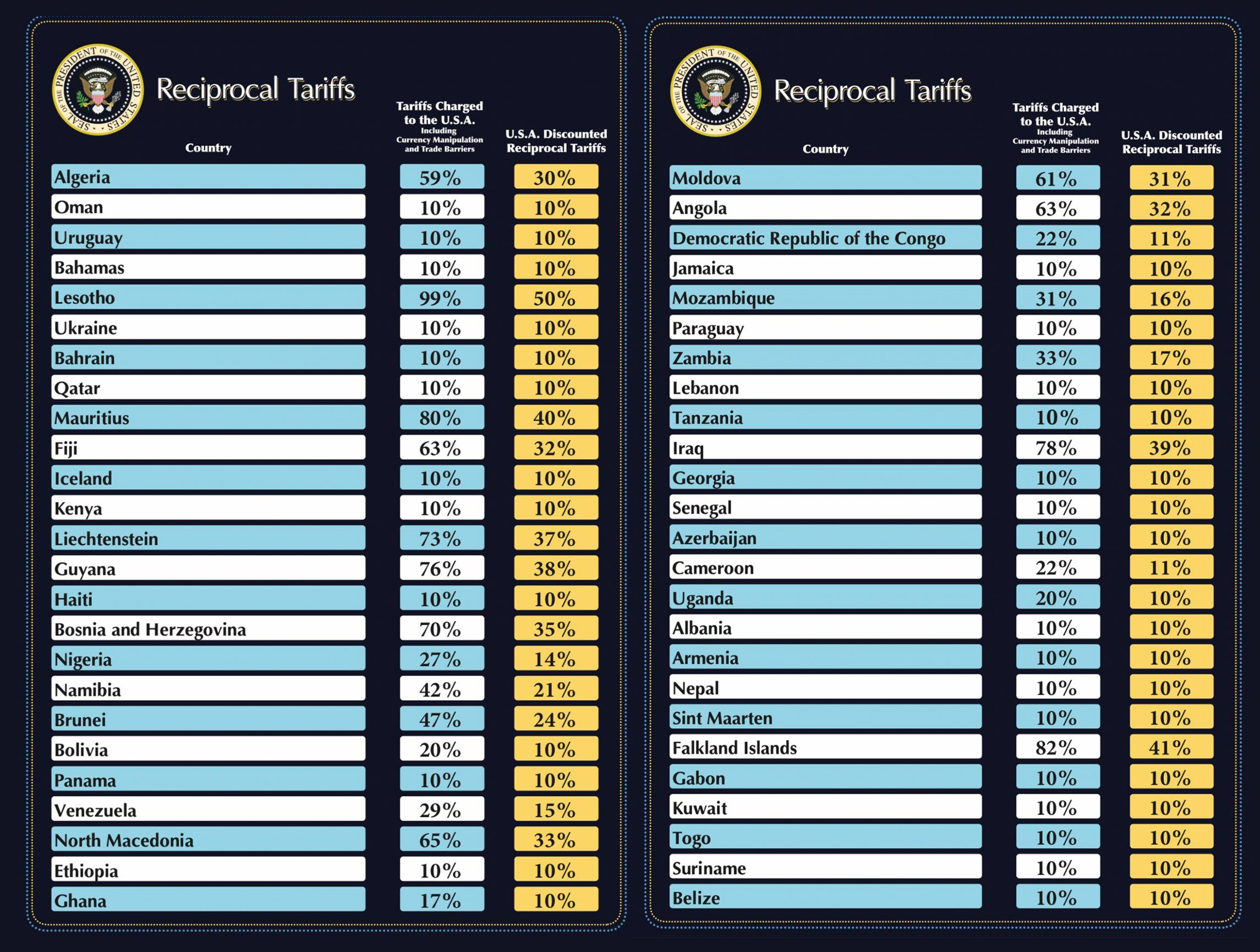
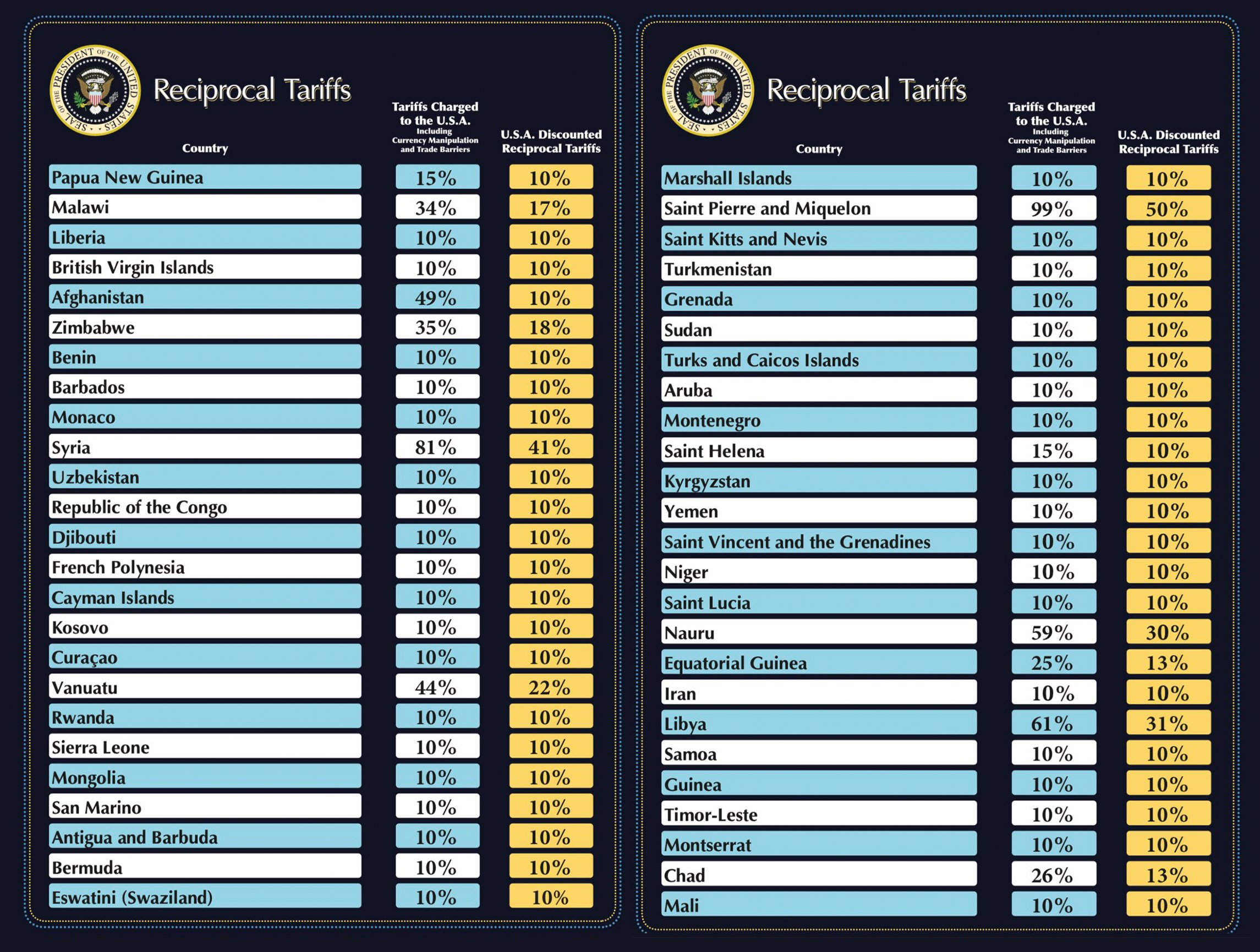
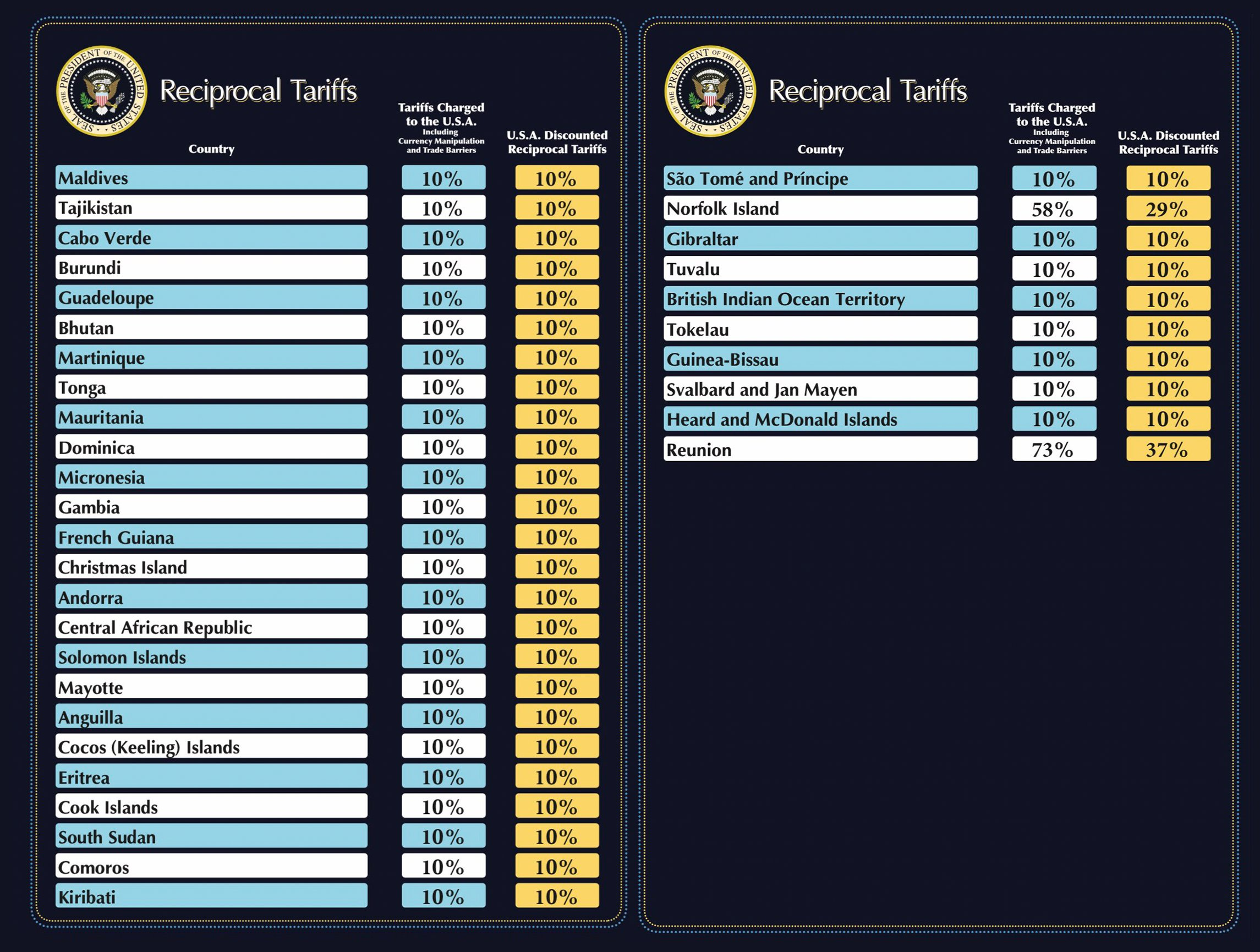